# NetTradeX
NetTradeX — информационно-торговая платформа, предоставляющая широкие возможности для совершения торговых операций на финансовых рынках Forex, CFD и Futures посредством интернет-трейдинга. Платформа поддерживает портфельную торговлю, основанную на создании персональных композитных инструментов (Метод GeWorko), благодаря чему пользователи системы фактически не ограничены в выборе торговых инструментов.
Комплекс включает в себя полный набор серверного и клиентского программного обеспечения для организации доступа к торгами и брокерского обслуживания. Серверная часть работает на операционных системах семейства Windows, а клиентская часть доступна для операционных систем Windows, Android, iOS (iPhone), Windows Phone и Windows Mobile.
В данный момент платформа NetTradeX поддерживает широкий спектр возможностей.

## Возможности платформы NetTradeX
- Три типа отложенных ордеров: Pending, OCO, Activation.
- Позиционные ордера Stop Loss и Take Profit.
- Реализация Trailing Stop на стороне сервера.
- Поддержка локирования.
- Алгоритмическая торговля на основе встроенного языка NTL+.
- Создание персональных композитных инструментов (Метод GeWorko) и торговля ими.
- Сравнительный анализ относительного изменения котировок по нескольких торговым инструментам.
- Большой набор встроенных технических индикаторов.
- Возможность создания собственных технических индикаторов.
- Множество графических объектов для технического анализа.
- Настраиваемые сигналы на наступление различных событий.
- Поддержка горячих клавиш.
- Широкие возможности по кастомизации интерфейса терминала.
- Поддержка шаблонов для настройки рабочих пространств и графиков.

## Состав платформы NetTradeX

### Брокерская часть
- NetTradeX Datafeed – программный модуль, отвечающий за поставку рыночных котировок.
- NetTradeX Server – ядро системы, предназначенное для обработки торговых операций, осуществляемых пользователями.
- NetTradeX Broker Terminal – инструмент для выполнения брокером клиентских запросов.
- NetTradeX Manager Terminal – инструмент для управления настройками торговой системы, включая аккаунты пользователей, торговые инструменты и ряд других.
- NetTradeX Risk Manager – приложение для мониторинга суммарных позиций, открытых клиентами.

### Клиентская часть
- NetTradeX PC – торговый терминал для платформы Windows 2000/2003/XP/Vista/Win7.
- NetTradeX Advisors – дополнительный терминал, поддерживающий алгоритмическую торговлю и создание собственных технических индикаторов.
- NetTradeX iOS – торговый терминал для мобильной платформы iOS.
- NetTradeX Android – торговый терминал для мобильной платформы Android.
- NetTradeX Windows Phone – торговый терминал для мобильной платформы Windows Phone.
- NetTradeX Windows Mobile – торговый терминал для мобильной платформы Windows Mobile.